# Église Saint-Martin de Brottes
L'église Saint-Martin de Brottes est une église romane située dans la commune de Chaumont, dans le département de la Haute-Marne.

## Historique
Elle a fait l’objet d’une inscription au titre des monuments historiques depuis le 23 décembre 1925 pour son portail.